# Lady Marmalade (Labelle)
Lady Marmalade è un singolo del gruppo musicale statunitense Labelle, pubblicato nel 1974.

## Tracce
- Labelle 7 single #1

1. Voulez Vous Coucher Avec Moi Ce Soir? (Lady Marmalade) – 3:14
2. It Took a Long Time — 4:04

- Labelle 7 single #2

1. Voulez Vous Coucher Avec Moi Ce Soir? (Lady Marmalade) – 3:14
2. Space Children — 3:04

## Classifiche
| Classifica (1974-1975) | Posizione massima |
| ---------------------- | ----------------- |
| Austria                | 17                |
| Canada                 | 1                 |
| Italia                 | 5                 |
| Paesi Bassi            | 2                 |
| Regno Unito            | 17                |
| Stati Uniti            | 1                 |